# Antoine d'Estienne de Prunières
Antoine d'Estienne de Prunières, né le 15 octobre 1834 à Valence (Drôme) et mort le 24 novembre 1923 à Grenoble (Isère), est un homme politique français.

## Biographie
Il est élu député des Hautes-Alpes en 1877, et siège à droite. Invalidé en 1878, il perd son siège et quitte la vie politique.

## À voir aussi